# 畠山重能
畠山 重能（はたけやま しげよし）は、平安時代後期の武蔵国大里郡畠山荘（現在の埼玉県深谷市）の武将・豪族。畠山庄司とも。秩父重弘の嫡男。畠山重忠の父。桓武平氏の流れを汲む秩父氏の一族で、畠山氏の祖。

## 生涯
『平家物語』に拠れば久寿2年（1155年）、父・秩父重弘が秩父重綱の長男でありながら、家督は次男の秩父重隆が継いでいる事に不満を抱いた重能は、源義朝・源義平親子と結び、大蔵合戦で叔父である重隆とその婿源義賢を討つ。『源平盛衰記』によると、義平は義賢の子で2歳の駒王丸を探し出して必ず殺すよう重能に命じた。幼子に刃を立てる事を躊躇した重能は、その幼子を密かに斎藤実盛に託した。実盛の計らいで木曾へ逃がれた駒王丸は、のちの木曾義仲となったという。
重能は大蔵合戦で秩父氏の族長権を獲得したものと思われるが、秩父氏嫡流が受け継いでいる「武蔵国留守所総検校職」を継承した形跡はみられず、この地位は重隆の孫河越重頼が継いでいる。
『保元物語』に拠れば、保元元年（1156年）、保元の乱において敗れた源為朝は父為義に対して、合戦に参加しなかった三浦義明・畠山重能・小山田有重と談合し関東において抵抗することを提案しているが、この三者は乱で勝利した義朝方に近く、実際の立場を反映しているかの点は慎重視されている。また、保元の乱以前には義朝・藤原信頼が立荘に携わった武蔵稲毛荘が成立しており、重能・有重兄弟も携わっていたと考えられている。
平治元年（1159年）平治の乱で義朝・藤原信頼が平清盛に敗れて滅亡するが、『平家物語』『愚管抄』に拠れば、この頃、重能・有重兄弟は平家の郎等として記されており、この頃には平家方に帰属していたと見られている。
治承4年（1180年）に以仁王が挙兵した際、『平家物語』によれば重能は大番役として京都にあり、平家の忠実な家人として各地で戦った。義朝の遺児・源頼朝が伊豆国で挙兵した際も、領地に残っていた17歳の嫡男重忠は平家側として頼朝と対立し、源氏側に付いた外祖父の三浦義明を衣笠城合戦で討ち取っている（ただし、重能が江戸重継の娘を側室に迎えた形跡があり、重忠は側室の子であった可能性も指摘されている）。のちに頼朝に臣従した重忠は治承・寿永の乱で大いに活躍するが、重能は表舞台から姿を消している。
『平家物語』では重能と弟の小山田有重が平家の都落ちに従おうとして平知盛に東国への帰国を促されるなど、平家との縁が深かった重能は、畠山氏が源氏に属するようになると、重忠に後事を託して隠居したものと推測される。なお、『吾妻鏡』（1185年・文治元年7月7日条）に、平家の家人平貞能が重能・有重兄弟の帰国に尽力した事が記されている。

## 後世の描写
重能が重忠の頼朝への帰順後も平家方にあった最大の理由は、重能は源氏と婚姻関係などのつながりを持たず、明確な主従関係の成立も大蔵合戦から平治の乱までの数年間に過ぎず、平家との主従関係の方が遙かに長く強いものであったこと、当時の情勢から平家方の逆転が見込めるとの判断から自らの意思で積極的に加担していたと考えられている。だが、『源平盛衰記』や「延慶本」を除いた『平家物語』の諸本では重能が平家方に起請文を迫られたり、押籠られたり、挙句の果てには平家の都落ちの際に処刑されかけている場面まで登場する。これは時代が下って源氏（頼朝陣営）の勝利の事実と畠山重忠の頼朝への忠義ぶりが自明のものとされていく中で、重忠が当初平家に味方した理由が理解困難となっていき、その事実を説明するために父・重能が平家方の人質であったかのような解釈がされるようになったと考えられている。